# Ranveer Singh
Ranveer Singh (Mumbai, 6 luglio 1985) è un attore indiano.
Nel 2010 ha partecipato alle audizioni per Band Baaja Baaraat, prodotto dalla Yash Raj Films, per cui ha ottenuto la parte. Appena uscito, il film ha sbancato i botteghini ottenendo l'approvazione della critica che ha lodato l'interpretazione di Singh, che ha vinto il 56° Filmfare Awards come miglior artista emergente maschile.
Singh ha poi continuato a sperimentare cimentandosi in ruoli diversi quali il genio della truffa in Ladies vs Ricky Bahl (2011), il ladro in incognito in Lootera, acclamato dalla critica (2013) e il Gujarat innamorato, ispirato al personaggio di Romeo (dal dramma di William Shakespeare Romeo e Giulietta) in Goliyon Ki Raasleela Ram-Leela (2013).
Nel 2018 ha sposato l’attrice Deepika Padukone.

## Biografia

### 1985–2007: Esordi

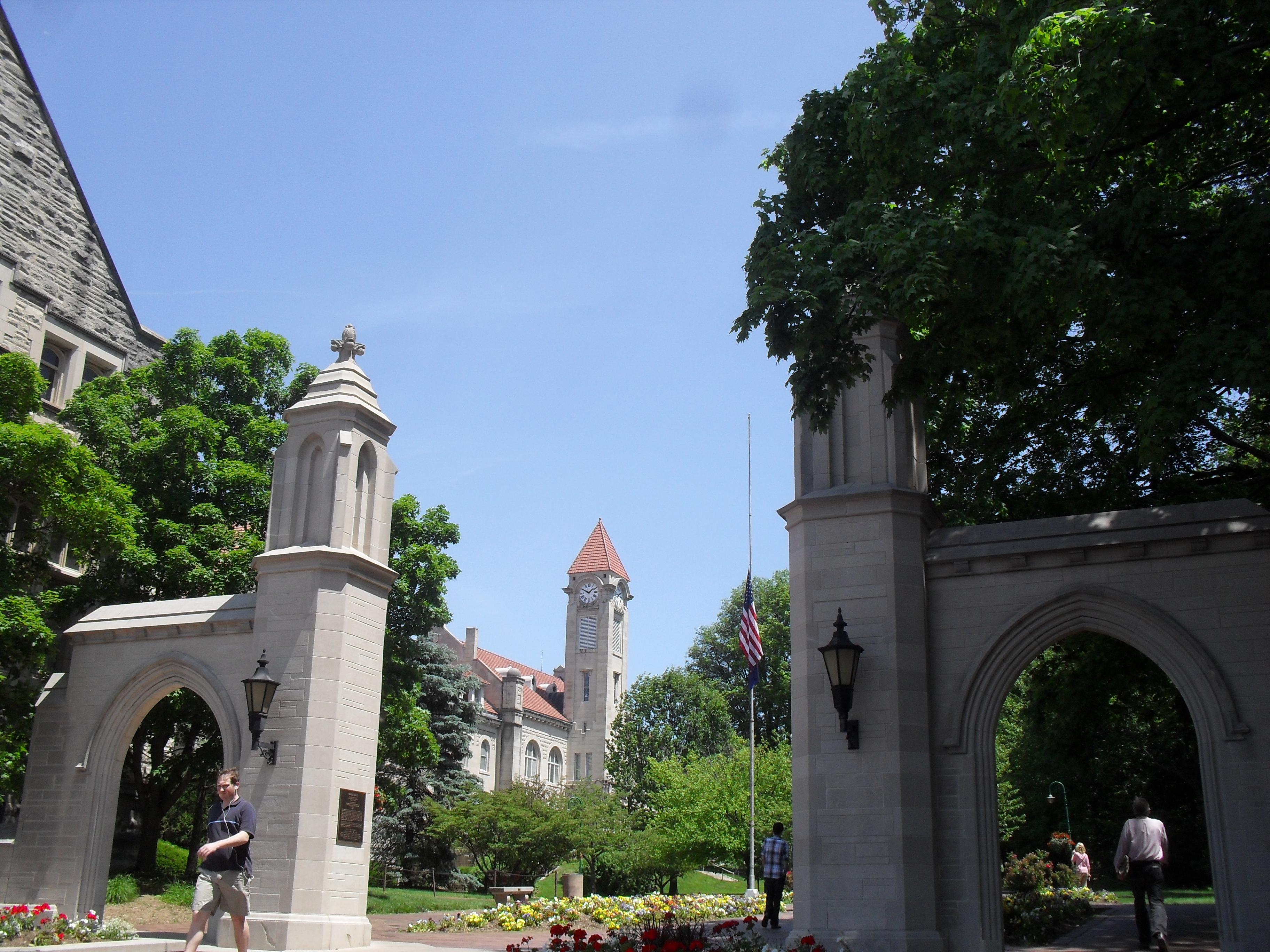
Singh ha conseguito la laurea presso l'Indiana University a Bloomington

Ranveer Singh, al secolo Ranveer Singh Bhavnani, è nato il 6 luglio 1985 a Mumbai, in India, figlio di Jagjit Singh Bhavnani e Anju Bhavnani. Ha una sorella maggiore di nome Ritika Bhavnani. È cugino dell'attrice Sonam Kapoor e della produttrice Rhea Kapoor, rispettivamente figlie dell'attore Anil Kapoor e Sunita Kapoor. Singh è imparentato da parte di Sunita Kapoor, del ramo della famiglia Bhavnani. Singh ha spiegato di non voler utilizzare il suo cognome originale, Bhavnani, perché "troppo lungo e con troppe sillabe", a sua detta, e difficile da memorizzare per il pubblico. Singh ha sempre desiderato diventare attore e sin da bambino ha partecipato alle recite scolastiche.
Tuttavia, dopo l'ammissione al H.R. College of Commerce and Economics di Mumbai, Singh si è presto reso conto che entrare nell'industria cinematografica non sarebbe stato facile, come lo era invece per altri aspiranti attori provenienti da famiglie già note nel mondo dello spettacolo. Singh si dedicò quindi alla sua seconda passione, la scrittura creativa. Si trasferì negli Stati Uniti, dove ebbe modo di frequentare corsi di recitazione oltre al normale corso di laurea. Il primo giorno l'insegnante chiese di improvvisare qualche scena. Singh si convinse nuovamente che la sua strada fosse nel mondo dello spettacolo e della recitazione; alla fine scelse di seguire un corso di laurea breve in arti sceniche. Singh si è laureato presso l'Indiana University a Bloomington per poi ritornare in India per inseguire il sogno di diventare attore. Una volta completati gli studi e ritornato a Mumbai nel 2007, per alcuni anni ha lavorato come copywriter nel campo della pubblicità per agenzie quali la O&M e la JWT. Ha quindi lavorate come assistente alla regia, lasciando successivamente l'impiego per dedicarsi completamente alla recitazione.
Sempre alla ricerca di un ingaggio, nei successivi tre anni Singh frequentò assiduamente gli uffici di diversi produttori mostrando ogni volta il suo book. Partecipò a molte audizioni senza portare a casa però alcun risultato significativo; gli venivano offerti solo ruoli minori, di media una volta ogni quattro o cinque mesi.

### 2008–10: Il debutto nell'industria cinematografica

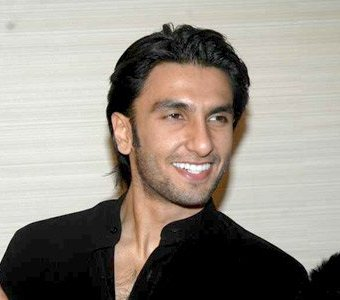
Ranveer Singh alla presentazione di Band Baaja Baaraat

Nel gennaio 2010 Singh fu chiamato per un provino da Shanoo Sharma della Yash Raj Films (YRF), responsabile della divisione casting della casa cinematografica, che lo informò sul fatto che stavano cercando il protagonista per il film Band Baaja Baaraat, di loro produzione. Il film è una commedia romantica incentrata sul mondo dei wedding planner. Singh andò alla Yash Raj per l'audizione, in cui gli fu chiesto di recitare due scene.
Aditya Chopra, Vice Presidente di YRF, dopo aver visionato le audizioni rimase colpito dalla recitazione di Singh e si convinse che sarebbe stato perfetto per la parte di Bittoo Sharma, il protagonista del film. Tuttavia, il regista Maneesh Sharma ha voluto altre conferme e l'ha richiamato per altri provini nelle due settimane successive, finché si è detto completamente convinto delle sue potenzialità. Dopo le due settimane di prova, a Singh fu confermato il ruolo di Bittoo, con Anushka Sharma nella parte della protagonista femminile. Le riprese di Band Baaja Baaraat sono iniziate nel febbraio 2010. Il film è uscito il 10 dicembre 2010.

### 2011–presente: Altri ruoli cinematografici
Dopo Band Baaja Baaraat, Singh ha firmato per il suo secondo film dal titolo Ladies vs Ricky Bahl, prodotto da Chopra e diretto da Maneesh Sharma. Nel cast, oltre ad Anushka Sharma anche Parineeti Chopra, Dipannita Sharma e Aditi Sharma. Le riprese sono iniziate nel mese di aprile 2011 a Delhi. Dopo l'uscita, il 9 dicembre 2011, il film ha ricevuto recensioni contrastanti. Sia Taran Adarsh del Bollywood Hungama che Nikhat Kazmi del The Times of India hanno dato al film tre stelle su cinque.
Singh ha poi firmato il contratto per il terzo film Lootera che ha avuto buoni incassi al botteghino. Il film è uscito nelle sale il 5 luglio 2013.

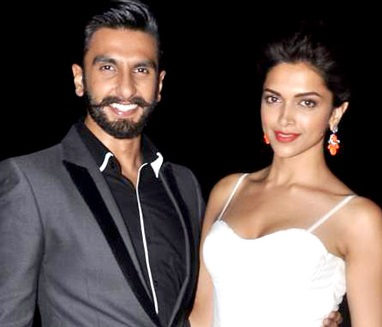
Singh insieme a Deepika Padukone alla presentazione di Ram-Leela

Inoltre, ha lavorato accanto a Deepika Padukone nell'adattamento di Sanjay Leela Bhansali del Romeo e Giulietta di William Shakespeare, dal titolo Goliyon Ki Raasleela Ram-Leela, in cui interpreta Ram, un ragazzo Gujarati basato sul personaggio di Romeo. Bhansali era rimasto colpito dall'interpretazione di Singh in Band Baaja Baaraat e aveva deciso di scritturarlo per il film, che ha ottenuto per lo più recensioni positive da parte della critica, come pure la performance di Singh.
Il film ha ottenuto un risultato notevole al botteghino ed è il maggior successo di Singh fino ad oggi, con un incasso equivalente a circa 32 milioni di dollari in tutto il mondo.
Singh ha recitato anche in Gunday, diretto da Ali Zafar Abbas per conto della YRF. Il film è uscito nel febbraio 2014. Il giornale The Times of India ha confermato che Singh ha firmato per il ruolo di protagonista nel remake del film Telugu del 2009, Magadheera. Voluto dal produttore Vikas Bahl e dal regista Abhinav Kashyap, il film è una storia d'amore raccontata sullo sfondo dell'India del XVII secolo.
Singh ha firmato per il film Kill Dil del regista Shaad Ali, una commedia romantica; il film è uscito nell'autunno del 2014.

## Filmografia

### Cinema
- Band Baaja Baaraat, regia di Maneesh Sharma (2010)
- Ladies vs Ricky Bahl, regia di Maneesh Sharma (2011)
- Lootera, regia di Vikramaditya Motwane (2013)
- Goliyon Ki Raasleela Ram-Leela, regia di Sanjay Leela Bhansali (2013)
- Gunday, regia di Ali Abbas Zafar (2014)
- Finding Fanny, regia di Homi Adajania (2014)
- Kill Dil, regia di Shaad Ali (2014)
- Hey Bro, regia di Ajay Chandhok (2015)
- Amore in alto mare (Dil Dhadakne Do), regia di Zoya Akhtar (2015)
- Bajirao Mastani, regia di Sanjay Leela Bhansali (2015)
- Befikre, regia di Aditya Chopra (2016)
- Padmaavat, regia di Sanjay Leela Bhansali (2018)
- Simmba, regia di Rohit Shetty (2018)
- Gully Boy, regia di Zoya Akhtar (2019)
- Rocky aur Rānī kī prem kahānī, regia di Karan Johar (2023)

## Premi e nomination
| Anno | Premio                                          | Categoria                                        | Film                                   | Risultato       |
| ---- | ----------------------------------------------- | ------------------------------------------------ | -------------------------------------- | --------------- |
| 2011 | Apsara Film & Television Producers Guild Awards | Best Male Debut                                  | Band Baaja Baaraat                     | Vincitore/trice |
| 2011 | BIG Star Entertainment Awards                   | Most Entertaining Film Actor – Male              | Band Baaja Baaraat                     | Candidato/a     |
| 2011 | Filmfare Awards                                 | Best Male Debut                                  | Band Baaja Baaraat                     | Vincitore/trice |
| 2011 | International Indian Film Academy Awards        | Star Debut of the Year – Male                    | Band Baaja Baaraat                     | Vincitore/trice |
| 2011 | International Indian Film Academy Awards        | Hottest Pair (con Anushka Sharma)                | Band Baaja Baaraat                     | Vincitore/trice |
| 2011 | Lions Gold Awards                               | Favourite Debutant Actor – Male                  | Band Baaja Baaraat                     | Vincitore/trice |
| 2011 | Lions Gold Awards                               | Favourite Jodi (con Anushka Sharma)              | Band Baaja Baaraat                     | Vincitore/trice |
| 2011 | Star Screen Awards                              | Most Promising Newcomer – Male                   | Band Baaja Baaraat                     | Vincitore/trice |
| 2011 | Stardust Awards                                 | Superstar of Tomorrow – Male                     | Band Baaja Baaraat                     | Vincitore/trice |
| 2011 | Stardust Awards                                 | Best Actor – Commedia                            | Band Baaja Baaraat                     | Candidato/a     |
| 2011 | Zee Cine Awards                                 | Best Male Debut                                  | Band Baaja Baaraat                     | Vincitore/trice |
| 2012 | PowerBrands Hall Of Fame                        | Youth Icon                                       | —                                      | Vincitore/trice |
| 2013 | Vogue Beauty Awards                             | Most Beautiful Man                               | —                                      | Vincitore/trice |
| 2013 | Hello! Hall of Fame Awards 2013.                | Outstanding Talent Of The Year                   | —                                      | Vincitore/trice |
| 2013 | BIG Star Entertainment Awards                   | Most Entertaining Actor in a Romantic Film –Male | Lootera Goliyon Ki Raasleela Ram-Leela | Candidato/a     |
| 2013 | BIG Star Entertainment Awards                   | Most Entertaining Film Actor                     | Goliyon Ki Raasleela Ram-Leela         | Candidato/a     |